# Гиперсхематические языки
Гиперсхемати́ческие языки́ — апостериорные международные искусственные языки схематического типа, в которых некоторые деривационные и грамматические морфемы имеют априорный характер, однако корни заимствуются из естественных языков. В континууме апостериорности (от меньшей апостериорности к большей) следуют за априорными языками и предшествуют гипосхематическим.
Примерами гиперсхематических языков могут служить эсперанто и идо. Так, в эсперанто показатели имени существительного (-o), прилагательного (-a), наречия (-e) являются априорными.